# Neon Indian
Neon Indian – grupa muzyczna pochodząca z Austin oraz Brooklynu. W jej skład wchodzi jeden twórca - Alan Palomo, znany także ze swojej współpracy z zespołem Ghosthustler i jako artysta tworzący projekt VEGA. W tworzeniu albumów swój udział ma Alicia Scardetta, wideokompozytor, która tworzy filmy towarzyszące muzyce. Podczas występów na żywo, zespołowi towarzyszy jeszcze Jason Faries, Ronald Geirhart i Leanne Macomber.
Zespół zaczął zdobywać popularność w 2009 roku, po opublikowaniu w Internecie kilka swoich utworów, które zostały zrecenzowane przez strony muzyczne oraz zajmujące się tematyką blogi. 13 października 2009 roku, grupa wydała Psychic Chasms,swój debiutancki album. Został oceniony i zdobył odznaczenie "Najlepsza Nowa Muzyka" w serwisie Pitchfork. 
Na krótko przed ukazaniem się Psychic Chasms, Alan Palomo oświadczył, że zamierza wydać nowy album w VEGA.
Utwór Change of Coast oraz Polish Girl zostały wykorzystane w grze GTA V. 

## Dyskografia

### Albumy
- Psychic Chasms (2009)
- Era Extraña (2011)
- Vega Intl. Night School (2015)